# Traitiéfontaine
Traitiéfontaine ist eine Gemeinde im französischen Département Haute-Saône in der Region Bourgogne-Franche-Comté.

## Geographie
Traitiéfontaine liegt auf einer Höhe von 260 m über dem Meeresspiegel, zwei Kilometer südöstlich von Rioz und etwa 20 Kilometer nördlich der Stadt Besançon (Luftlinie). Das Dorf erstreckt sich im Süden des Departements, nördlich des Flusstals des Ognon, in der Talmulde des Ruisseau de Malgérard südlich der Waldhöhen der Grands Bois.
Die Fläche des 5,59 km² großen Gemeindegebiets umfasst einen Abschnitt der gewellten Landschaft zwischen den Flusstälern von Ognon im Süden und Saône im Nordwesten. Der zentrale Teil des Gebietes wird von Nordosten nach Südwesten von der Talmulde des Ruisseau de Malgérard durchquert, der für die Entwässerung zum Ognon sorgt. Diese Mulde wird von einem Plateau flankiert, das durchschnittlich auf 280 m liegt. Es besteht aus einer Wechsellagerung von kalkigen und sandig-mergeligen Schichten aus der oberen Jurazeit. Das Plateau ist überwiegend mit Acker- und Wiesland bestanden. Auf der Anhöhe östlich des Dorfes wird mit 331 m die höchste Erhebung von Traitiéfontaine erreicht. Nach Norden erstreckt sich das Gemeindeareal in die Waldungen von Le Chaillot und Bois d'Anthon (bis 325 m), die zu den Grands Bois gehören.
Zu Traitiéfontaine gehört die Siedlung Vieilles-Granges (265 m) in der Talmulde des Ruisseau de Malgérard. Nachbargemeinden von Traitiéfontaine sind La Malachère und die Exklave Anthon von Rioz im Norden, Cirey im Osten, Chambornay-lès-Bellevaux und Neuvelle-lès-Cromary im Süden sowie Rioz im Westen.

## Geschichte
Die Funde eines burgundischen Gräberfeldes weisen auf die frühe Besiedlung des Gebietes hin. Im Mittelalter gehörte Traitiéfontaine zur Freigrafschaft Burgund und darin zum Gebiet des Bailliage d’Amont. Die Lokalherrschaft hatte Fondremand inne, doch auch das Kloster Bellevaux besaß Land auf dem heutigen Gemeindegebiet. Zusammen mit der Franche-Comté gelangte Traitiéfontaine mit dem Frieden von Nimwegen 1678 definitiv an Frankreich. Heute ist Traitiéfontaine Mitglied des 33 Ortschaften umfassenden Gemeindeverbandes Communauté de communes du Pays Riolais. Kirchlich gehört es zu Rioz.

## Sehenswürdigkeiten
Im Ortskern sind mehrere Häuser aus dem 17. bis 18. Jahrhundert erhalten, die den traditionellen Stil der Haute-Saône zeigen.

## Bevölkerung
| Jahr                       | 1962 | 1968 | 1975 | 1982 | 1990 | 1999 |
| Einwohner                  | 85   | 82   | 64   | 69   | 94   | 111  |
| Quellen: Cassini und INSEE |      |      |      |      |      |      |

Mit 111 Einwohnern (1999) gehört Traitiéfontaine zu den kleinsten Gemeinden des Département Haute-Saône. Nachdem die Einwohnerzahl in der ersten Hälfte des 20. Jahrhunderts deutlich abgenommen hatte (1891 wurden noch 179 Personen gezählt), wurde seit Beginn der 1980er Jahre wieder ein kontinuierliches Bevölkerungswachstum verzeichnet.

## Wirtschaft und Infrastruktur
Traitiéfontaine war bis weit ins 20. Jahrhundert hinein ein vorwiegend durch die Landwirtschaft (Ackerbau, Obstbau und Viehzucht) und die Forstwirtschaft geprägtes Dorf. Die Wasserkraft des Ruisseau de Malgérard wurde früher für den Betrieb einer Mühle genutzt. Außerhalb des primären Sektors gibt es nur wenige Arbeitsplätze im Dorf. Mittlerweile hat sich der Ort auch zu einer Wohngemeinde gewandelt. Einige Erwerbstätige sind deshalb Wegpendler, die in den größeren Ortschaften der Umgebung ihrer Arbeit nachgehen.
Der Ort liegt abseits der größeren Durchgangsachsen an einer Departementsstraße, die von Rioz nach Cirey führt. Der nächste Anschluss an die Autobahn A36 befindet sich in einer Entfernung von ungefähr 19 km. Weitere Straßenverbindungen bestehen mit Anthon, Chambornay-lès-Bellevaux und Neuvelle-lès-Cromary.